# 拉卡索爾特峰
46°2′7.3″N 7°26′7.5″E / 46.035361°N 7.435417°E
拉卡索爾特峰（La Cassorte），是瑞士的山峰，位於該國南部，由瓦萊州負責管轄，屬於本寧阿爾卑斯山脈的一部分，海拔高度3,301米，每年平均降雨量1,303毫米。

## 外部連結
- La Cassorte on Hikr （页面存档备份，存于）